# Carlo Mario Abate
Carlo Mario Abate (tudi Carlo Maria Abate), italijanski dirkač Formule 1, * 30. julij 1932, Torino, Kraljevina Italija, † 29. april 2019, Torino, Italija.
Carlo Mario Abate se je rodil 30. julija 1932 v Torinu kot Italijan francoskih korenin. Na dirkah športnih dirkalnikov je dosegel pet zmag, tudi na dirki Mille Miglia leta 1959. V sezoni 1962 se je poskušal prebiti tudi v Formulo 1 z nastopanjem na neprvenstvenih dirkah. Na dirki za Veliko nagrado Neaplja je s Porschejem zasedel četrto mesto. Po tem, ko je na naslednji dirki za Veliko nagrado Reimsa na dirkališču Reims-Gueux zletel s proge in razbil svoj dirkalnik Lotus 18/21, je umaknil prijavo na prvenstvo dirko za Veliko nagrado Francije. Na dirki za Veliko nagrado Mediterana je z dirkalnikom Porsche 718/2 osvojil tretje mesto, kar je njegova najboljša uvrstitev v Formuli 1. V sezoni 1963 je na dirki za Veliko nagrado Imole osvojil peto mesto z dirkalnikom Cooper moštva Scuderia Centro Sud. Nato pa na dirki za Veliko nagrado Sirakuz s tretjim mestom izenačil uvrstitev kariere, kljub temu pa je umaknil prijavo na prvenstveno dirki za Veliko nagrado Italije, po koncu svoje najuspešnejše sezone, v kateri je zmagal tudi na dirko Targa Florio, pa se je upokojil kot dirkač. 

## Popolni rezultati Formule 1
(legenda) (odebeljene dirke pomenijo najboljši štartni položaj, poševne pa najhitrejši krog, †-uvrščen kljub odstopu)
| Leto | Moštvo                            | Šasija      | Motor             | 1   | 2   | 3   | 4       | 5  | 6       | 7       | 8   | 9   | 10  | Prv | Toč |
| ---- | --------------------------------- | ----------- | ----------------- | --- | --- | --- | ------- | -- | ------- | ------- | --- | --- | --- | --- | --- |
| 1962 | Scuderia SSS Republica di Venezia | Lotus 18/21 | Climax Straight-4 | NIZ | MON | BEL | FRA DNP | VB | NEM DNP | ITA     | ZDA | JAR |     | -   | 0   |
| 1963 | Count Volpi                       | Porsche     | Porsche Flat-4    | MON | BEL | NIZ | FRA     | VB | NEM     | ITA DNP | ZDA | MEH | JAR | -   | 0   |